# Cell Division
Cell Division ist eine Band aus der Schweiz, welche im Jahr 1995 in Zürich gegründet wurde.

## Geschichte
Cell Division wurde von Yvette G. (Gesang), Mirjam G. (Gitarre), Dani T. (Schlagzeug) und H. Hasch (Bass) gegründet. Nachdem Yvette G. die Band verlassen hatte, stiess Gelgia C. als neue Sängerin dazu. Im Jahr 2008 übernahm Oli S. die Rolle des Bassisten und H. Hasch verabschiedete sich ebenfalls von der Bühne.
Die Band spielte im Vorprogramm von HIM, Das Ich, Beborn Beton, De/Vision, Threshold, Zeraphine, Diva Destruction. Das Album Tsunami, die Single Dirge for the Doomed und einige Songs vom Album Chymeia wurden im Musikstudio von Thommy Hein in Berlin aufgenommen.

## Stil
Die Musik von Cell Division wird dominiert von kraftvollem Frauengesang und melancholischen Gitarren. Die Band orientiert sich stilistisch an Künstlern wie Gitane Demone, Siouxsie and the Banshees und The Gathering.

## Diskografie
Alben
- 2000: Dissolve
- 2004: Tsunami
- 2008: Chymeia

Singles
- 2004: Hypnotized (inkl. Videoclip)
- 2005: Dirge for the Doomed (inkl. Videoclip)